# Rock en español
El rock en español o rock en castellano es la música rock compuesta e interpretada en dicho idioma. Se ha desarrollado de manera heterogénea, mayoritariamente en las naciones hispanas y en zonas hispanohablantes de Estados Unidos, muchas veces combinándose con ritmos y características propias de las culturas locales. De esta forma, el rock en español ha generado corrientes como el rock latino, alterlatino, rock andaluz, fusión latinoamericana, entre otras.
Todas las escenas hispanohablantes tuvieron al rock anglosajón como marco de referencia común desde sus orígenes a mediados de la década de 1950, haciendo que el desarrollo de los diversos estilos de rock en cada país fueran relativamente contemporáneos, en diversos grados de popularidad.
Desde el año 2000; los Premios Grammy Latinos incluyen galardones relativos al rock en español, entre los que actualmente se otorgan: Mejor Álbum de Rock, Mejor Canción de Rock, Mejor Álbum Pop/Rock y Mejor Canción de Pop/Rock.

## Historia

### Inicios y adaptación delrock and rollprimigenio
El rock and roll, también transcrito al español como rocanrol, es un estilo musical creado por la comunidad afrodescendiente de Estados Unidos a partir del final de la Segunda Guerra Mundial en 1945. En la década de 1950, músicos como Little Richard, Chuck Berry además de otros caucásicos como Elvis Presley y Bill Haley, impulsaron la masificación del género que se transformó en una cultura global.
La producción de rock en castellano se inició en la segunda mitad de la década de los cincuenta, con bandas musicales que en su gran mayoría, interpretaban en castellano los éxitos del rock and roll estadounidense. Aunque es complicado establecer los límites de cuándo comienza exactamente a desarrollarse, es cierto que las primeras grabaciones de rock en incorporar voces en español se publicaron alrededor de 1956.
Sin embargo, el primer gran éxito internacional vino de la mano del saxofonista Danny Flores con la banda The Champs, alcanzando gran popularidad en Estados Unidos (y buena parte del mundo) al llegar al primer lugar de las listas del Billboard en marzo de 1958 con su éxito «Tequila».
Poco después también entró en las listas de éxitos de Estados Unidos, en ese mismo año de 1958, «La bamba», una canción regional mexicana interpretada con ritmo de rock y cantada en español por Ritchie Valens.
Los primeros años del rock en español, por lo general, se basaron sobre todo en la aparición de agrupaciones que tendían a versionar éxitos del rock anglosajón traduciéndolos al castellano. Ya durante la transición a la nueva década conjuntos como Los Llopis -que eran en realidad una banda centrada en la canción melódica y en géneros más estandarizados- o Los Teen Tops -que obtuvieron éxito tanto en Hispanoamérica como en España- vertieron al español algunos temas del primer rock and roll estadounidense.

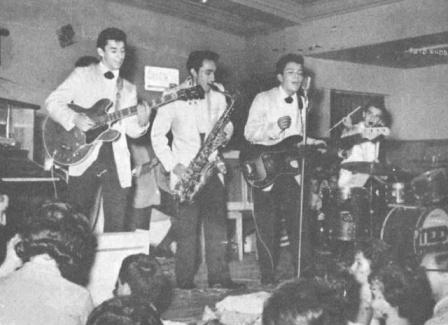
Los Teen Tops actuando en Argentina en 1962.

Durante los primeros años de los sesenta, el rock empezó a generalizarse y los medios de comunicación comenzaron a darle cada vez mayor cobertura entre las distintas regiones hispanoparlantes. Vista su enorme capacidad de convocatoria entre el público juvenil, los locales de ocio y los promotores musicales comenzaron a programar sistemáticamente conciertos de grupos de rock; de forma que en poco tiempo el género se convirtió en un verdadero fenómeno de masas.
Sin embargo, conforme el rock cada vez obtenía más atención, poco a poco fueron apareciendo diversos grupos y solistas que interpretarían sus temas originales en castellano, dejando paulatinamente de versionar éxitos estadounidenses y consagrándose como autores tal y como hizo el Dúo Dinámico. También es destacable la influencia de otros países europeos no angloparlantes, con la llegada del fenómeno yeyé.
Por otra parte cabe mencionar que en algunos países sudamericanos se acuñó el término nueva ola para englobar a aquellos artistas que adoptaron la influencia musical del rock de Estados Unidos y de los patrones de la cultura pop de Europa. Este estilo de pop mezclado con twist, beat y rock llegó a cosechar gran popularidad en Iberoamérica. Sin embargo el estallido que vendría con la llegada de la ola inglesa que se dio a mediados de la década sería determinante para el desarrollo del rock en español.

### Efecto de la invasión británica. La músicabeat, elrockde garaje y la psicodelia
Es justo entonces cuando los británicos The Beatles se convirtieron en un éxito mundial; a ellos les siguieron un gran número de grupos de su misma nacionalidad. Este fenómeno, la denominada invasión británica, afectó al mundo hispanohablante y a todo el planeta. Los nuevos sonidos venidos del Reino Unido (aunque también de los Estados Unidos) como la música beat, el rhythm and blues, la psicodelia, el soul, el folk rock o el pop se impusieron por todo el mundo, ejerciendo una notable influencia en los países de habla hispana e impulsando el desarrollo del rock en sus respectivas escenas.

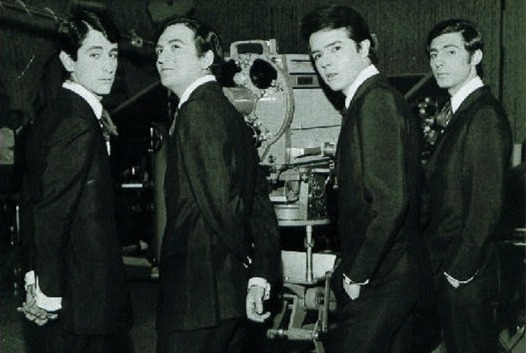
Los Brincos en 1964.

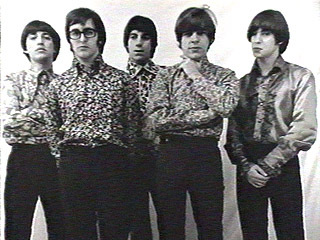
Los Gatos en 1967.

La influencia de la música beat, el pop o la psicodelia se hizo presente enseguida con Los Brincos, El Kinto, Los Gatos, Los Iracundos, The Speakers, Sandro,Los Flippers, y algunos artistas de éxito que se expresaban principalmente en inglés también interpretaron en castellano ocasionalmente como Los Bravos o más anecdóticamente como Los Shakers; mientras otros irían dando un paso gradual al uso del español como Lone Star. Aunque en los pocos casos que las bandas tuvieron éxito mundial fueron mayoritariamente con temas interpretados en inglés (como sucedió con Los Bravos o Miguel Ríos). También notable fue el caso de Los Saicos, una de las bandas pioneras del protopunk en el mundo, siendo reivindicada posteriormente como ejemplo de garage rock primigenio en español. Y es que no todo se basó en adaptar los sonidos anglosajones al entorno hispano, sino que el rock fue más allá dejándose influenciar por la música autóctona de cada país. Así es como el grupo Santana obtuvo un gran éxito mundial con su mezcla de rock y sonidos latinoamericanos, un estilo que dio en llamarse rock latino llegando a participar en la edición original del festival de Woodstock con tan solo un álbum en su haber. Aunque es digno de mencionar que su repertorio se expresaba mayoritariamente en inglés, quedó algún éxito en castellano como «Oye cómo va». Esta tendencia del rock latino seguiría desarrollándose durante el final de la década y la siguiente con bandas como Malo así como la de mezclar sonidos folclóricos de otras regiones con el rock. Pero este hecho no quiere decir que la escena hispana dejara de ser influenciada por la anglosajona ya que durante el cambio de década seguirían siendo determinantes estilos como el rock ácido, el blues rock o el hard rock.

### Rockácido, duro y progresivo. Resistencia a la censura

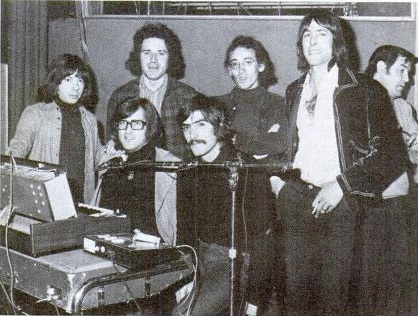
Triana durante la grabación de su primer álbum en 1974.

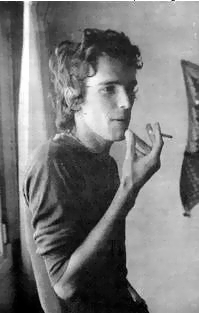
Luis Alberto Spinetta fue el líder de Almendra, Pescado Rabioso, Invisible, entre otros.

La influencia de los últimos años de los sesenta así como el rock progresivo se dejaba entrever en bandas como Almendra cuyo cantante Luis Alberto Spinetta sería una pieza clave en el rock interpretado en castellano durante la década de los setenta. Varios de los proyectos en los que participó como Pescado Rabioso o
Invisible fueron fundamentales en la incipiente escena progresiva.
Bajo la amalgama de influencias que se había producido durante la década anterior, gran parte de las agrupaciones de origen hispano todavía seguían interpretando mayoritariamente en inglés con anecdóticas incursiones en el rock en castellano como ocurrió con La Revolución de Emiliano Zapata —que acabarían por abandonar su estatus de grupo de rock psicodélico tras los primeros setenta—.
En cambio sí hubo otros tantos exponentes claros del rock psicodélico en español como quedó patente con Los Dug Dug's, o la influencia «blusera» y progresiva de Vox Dei junto a otras estrechamente relacionadas como Manal —aunque más asiduamente emparentada con el blues rock—.
Conforme se fue sucediendo la década, emergían con más fuerza las apuestas de rock progresivo con menores influencias psicodélicas como hizo Sui Generis —con una línea más marcada hacia el folk— o Témpano mientras que otras optaron por adherir nuevas influencias a su propuesta estilística. Los Jaivas, con su mezcla de rock y música de raíz folclórica andina, fueron uno de los ejemplos más prominentes a la hora de introducir elementos musicales de su escena folclórica local que daría lugar a la denominada «fusión latinoamericana». Paralelamente; Triana sería considerada una banda pionera en lo que dio en llamarse rock andaluz, una derivación del rock progresivo y del rock sinfónico con una fuerte presencia del flamenco, estilo que quedaba fusionado a la música rock de manera totalmente homogénea. Aunque ese tipo de fusiones, en ocasiones, fueron todavía más allá, dejando de lado el sinfonismo y mezclando el flamenco a otros tipos de rock que anclaban sus raíces en el rock and roll tradicional, el blues o el folk, como hizo la banda Veneno.

Los Jaivas grabando su disco Alturas de Machu Picchu con letra de Pablo Neruda y presentado por Mario Vargas Llosa.

Análogamente a lo que había ocurrido al final de la anterior década en el Reino Unido, buena parte de los grupos emparentados con la psicodelia y el blues —incluyendo algunos ya mencionados— se fueron abriendo paso a un sonido más endurecido incurriendo en el hard rock o rock duro. Diversas agrupaciones fueron abrazando el estilo alejándose paulatinamente de las influencias psicodélicas y otras características afincadas en los sesenta como Pappo's Blues, entre otros ya mentados como Vox Dei o Lone Star. Muchas de sus contemporáneas siguieron ese camino creando una escena musical de sonidos más pesados y, sobre todo, alumbrando nuevas corrientes musicales. Entre ellas destacó un movimiento que se conoció como rock urbano (de España), claramente adscribible al hard rock, pero también influido por estilos como el rock progresivo y el blues rock; y cuyo máximo estandarte fue el grupo Leño.

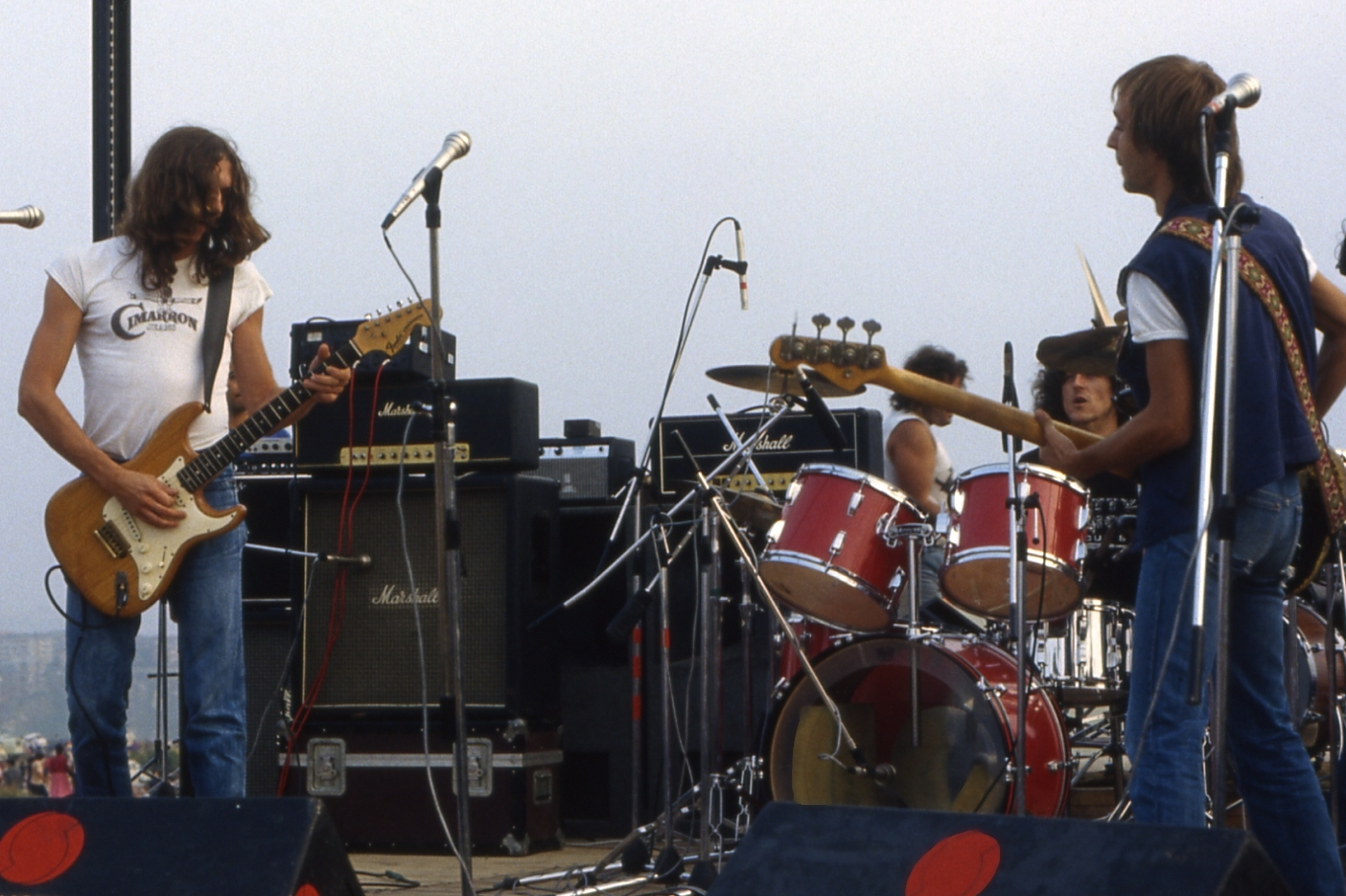
Leño durante una actuación.

Pero no todo fueron buenas noticias para el rock en español ya que se percibió como un acto de rebeldía en diversos países donde se habían instaurado un modelo político dictatorial. Casos como el asesinato del cantautor Víctor Jara pocos días después del golpe de Estado de Augusto Pinochet en Chile o la prohibición del cantautor Alfredo Zitarrosa durante la dictadura cívico-militar en Uruguay comenzaron a crear un contexto extramusical (de carácter sociopolítico) que tuvo consecuencias bastante negativas en más de una escena hispanohablante. En España, aunque la dictadura franquista no había decretado ninguna ley que persiguiera estas formas musicales si bien es cierto que todo material tenía que pasar por censura.
En México, a principios de los setenta, el rock sufrió algo parecido a una persecución cuando el gobierno federal (en teoría, como consecuencia de los sucesos originados en un festival celebrado en la localidad de Avándaro), prohibió la celebración de conciertos, restringió su difusión mediática (radio y televisión) y presionó a las compañías discográficas para reducir la publicación de discos del género.
En cuanto a Argentina, el golpe de Estado de marzo de 1976 abrió también un período de represión y censura en el que, sin llegar ni mucho menos a la prohibición, el rock fue visto como algo sospechoso y subversivo, capaz de agitar y movilizar a la juventud contra el sistema establecido. Como consecuencia, varios músicos y bandas argentinas dejarían el país e irían principalmente a España, país que acababa de salir de la dictadura franquista— a Estados Unidos e incluso México.
Los artistas argentinos exiliados se unieron a la escena española con rapidez y se adaptaron —en unos casos con mayor y en otros con menor éxito— a su país de acogida. Hubo casos en los que se formaron grupos con componentes de ambas nacionalidades como fue el caso de Tequila mientras otros desarrollaban su carrera como solistas, tal y como hizo Moris.
Sea como sea, esa conexión de alguna manera pudo ayudar a consolidar una nueva escena musical alejada del rock progresivo y de los sonidos duros y sinfónicos que entonces eran predominantes a ambos lados del Atlántico. Una nueva escena heredera del rock and roll clásico, del glam rock, del rhythm and blues y del pop y el rock de los años sesenta en la que ya destacaban bandas como Burning y grupos difícilmente encasillables como La Orquesta Mondragón (que combinaba el rock con cierta teatralidad paródica) que, de alguna forma, era equivalente al pub rock británico que, por aquellas fechas, surgía en el Reino Unido; y que, en pocos años, terminaría dando lugar al surgimiento de nuevas corrientes como el punk y la new wave. De hecho una de las pocas bandas contempóraneas a la primera ola del punk que se asentó satisfactoriamente en la escena fue La Banda Trapera del Río.
En cualquier caso, estas represiones de carácter político no impidieron que todavía sonara el rock en la escena underground, y buena prueba de ello es que todavía surgirían grupos reconocidos durante este período como Serú Girán, proyecto de Charly García quien ya estuvo en la banda Sui Generis.

### Auge delpunk, lanew wavey elheavy metal. Elrocken español llega a las masas

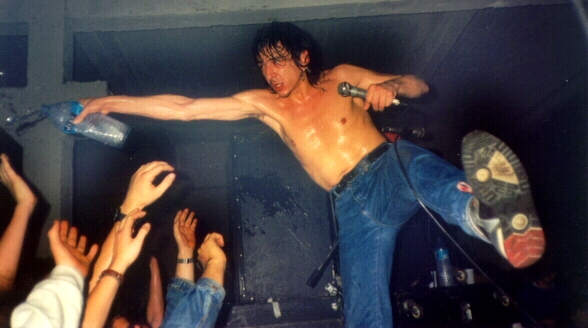
La Polla Records durante una actuación alrededor de 1985.

Cuando ya el rock progresivo estaba en declive en el resto del mundo, en la escena hispana aún daba sus últimos aciertos con Chac Mool, Pro Rock Ensamble o Frágil, con sus últimas grandes aportaciones a la escena progresiva durante los primeros años de los ochenta.
Precisamente a finales de la década anterior el mundo se vio influenciado por el advenimiento de la escena punk que si bien ya tuvo pioneros durante el mismo período en la escena hispanohablante, sería a lo largo de ésta cuando resultaría ser más prolífica; justo cuando en el mundo angloparlante se encontraba en declive. Precisamente el movimiento estaba en pleno auge en el mundo hispanoparlante con bandas como La Polla Records o Kortatu—grupos que se englobaron dentro del rock radical vasco—, Siniestro Total —con cierto tono humorístico— o Los Violadores.
Sin embargo en el punk anglosajón había derivado en nuevas tendencias como la new wave y el post-punk, algo que tampoco pasó desapercibido para la escena en español. De la movida madrileña, un movimiento contracultural que captó la atención internacional, surgieron numerosas bandas en esa línea como Alaska y Dinarama, Radio Futura, La Unión o Gabinete Caligari; aunque lejos de limitarse a ella, englobaba a otras de diferentes propuestas estilísticas como el rock and roll tradicionalista de Loquillo y los Trogloditas, el pop rock de Nacha Pop o el synth pop de Aviador Dro y Mecano.

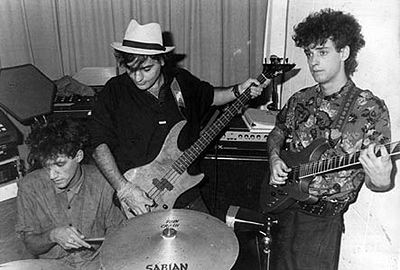
Soda Stereo alrededor de 1986.

El alcance de la new wave y el post-punk llegaría a influenciar también a grupos fuera de este movimiento (aunque muchas de ellas acabarían por cambiar su registro o estaban sometidas también a otras influencias) como Sumo —pese a que la mayor parte de su repertorio se interpretaba en inglés—, Sentimiento Muerto, Los Prisioneros, Los Abuelos de la Nada, Virus, Caifanes, Patricio Rey y sus Redonditos de Ricota —comúnmente abreviado a Los Redondos— o Soda Stereo.
Sería precisamente Soda Stereo uno de los máximos abanderados en la internacionalización del rock en español. Y es que pese a que la escena había tenido ciertos contactos, nunca había tenido una difusión masiva. Aunque no fuera ni mucho menos un equivalente a la invasión británica ya que no todos los estilos de rock recibieron la misma difusión, sí que sirvió para que se iniciara un ciclo de internacionalización del rock en castellano iniciándose así las primeras grandes giras hispanoamericanas.
Bajo este escenario, durante la segunda mitad de la década, Miguel Ríos organizó el festival «Primer Encuentro Iberoamericano de Rock» en Madrid y enseguida comenzó una campaña de difusión denominada «Rock en tu idioma» donde se promocionaron varios de los grupos mencionados junto a otros de diversa índole como Duncan Dhu, Maldita Vecindad y los Hijos del Quinto Patio, Los Toreros Muertos, Hombres G, Enanitos Verdes, Miguel Mateos, entre otros. Desde artistas de pop rock como El Último de la Fila o el «guacarrock» de Botellita de Jerez hasta cantautores como Fito Páez, Joaquín Sabina, Juan Carlos Baglietto y Rodrigo González mostraban que el rock estaba viviendo una época de bonanza. Rodrigo González sería una de las semillas de la corriente que se denominó rock urbano mexicano, que tenía algunas características afines al rock urbano de España aunque anclaba sus raíces en un estilo más influenciado por el rock and roll, el blues, y el rhythm and blues dejando a un lado las del punk y el rock progresivo, siendo El Tri uno de los máximos exponentes de la corriente.
Por otro lado, la escena de heavy metal en español —totalmente ajena a la escena del «Rock en tu idioma»— estando influida por el hard rock de la década anterior y del movimiento que se conoció como la nueva ola del heavy metal británico (abreviado en inglés NWOBHM), iba tomando forma rápidamente con grupos como Riff —formada por el líder de Pappo's Blues—, Kraken o Barón Rojo —que además obtuvo cierto éxito en Europa al versionar algunos de sus temas al inglés—. Aunque algunas bandas de metal encontrarían su cúspide de popularidad durante los años venideros.

### Irrupción delrockalternativo y alterlatino. La promoción de MTV Latino

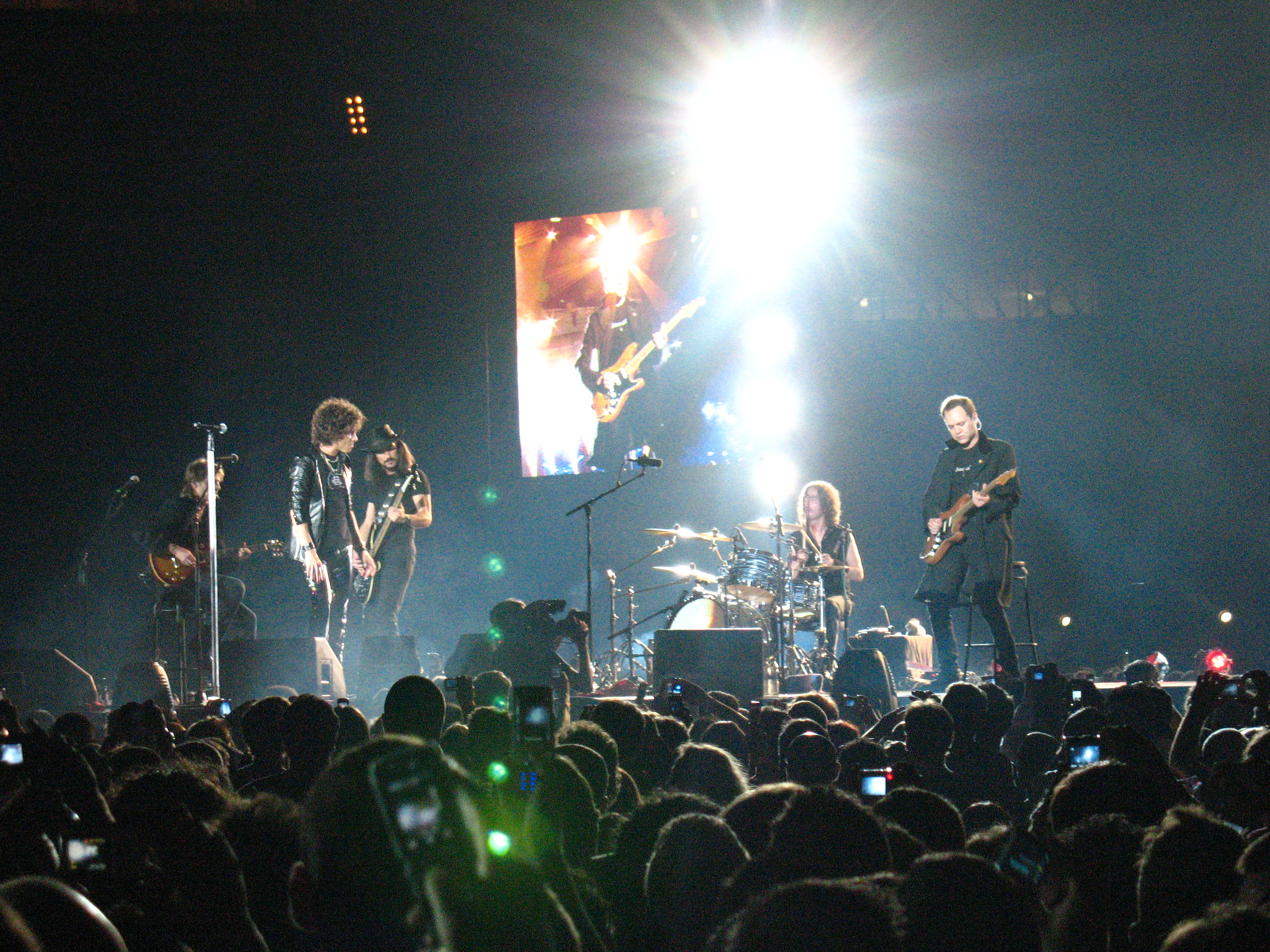
Héroes del Silencio durante su reunión en 2007.

Precisamente Ángeles del Infierno que había desarrollado su carrera en la década anterior comenzaría a ofrecer actuaciones en Hispanoamérica a partir de los noventa. Y es que por aquel entonces en la escena anglosajona, el heavy metal estaba sufriendo una recesión en favor de nuevos estilos como el grunge. Sin embargo, tardarían algo más los estilos de rock alternativos en ser dominantes en la escena hispanohablante, pues justo cuando transcurría la eclosión del grunge en EE. UU, el heavy metal en castellano alcanzó nuevas cotas de popularidad con el éxito de Rata Blanca. Por supuesto otros estilos menos clásicos surgieron como el death metal de Brujería, el thrash metal de Ekhymosis o Transmetal —que su estilo se ubicaba entre ambos géneros—.
También fue notorio el resurgimiento del punk en el mundo anglosajón, al que se unieron rápidamente bandas (aunque la productiva era del punk en castellano quedaba muy cerca) como Attaque 77, Todos Tus Muertos —apostando más por el hardcore punk— o Ska-P —centrada en el ska punk—. Es notable decir que el ska fue un estilo que tuvo bastante presencia también con otras bandas como Desorden Público, King Changó —que catalogaría su estilo de latin ska—, Tijuana No! o Los Rabanes.
Desde la década de los ochenta, se generalizó la tendencia de utilizar los videoclips como forma de promocionar canciones de numerosas bandas. En 1993 nació el canal MTV Latino consiguiendo una difusión mucho más internacional del rock hispanoamericano. A imagen y semejanza de la MTV estadounidense, se impulsaron actuaciones en vivo incluyendo sesiones en acústico conocidas como MTV Unplugged.
Muchas de las bandas del «Rock en tu idioma» estaban en su etapa de esplendor; y a ellas no tardaron en unirse otras de una onda similar, generalmente de base pop rock (muchas nacidas a finales de la década anterior) como Jarabe de Palo, Los Rodríguez (y, tras su disolución, Andrés Calamaro como solista), Celtas Cortos —con su rock de raíces celtas—, Julieta Venegas, Juanes —que cambió su registro radicalmente desde su salida de Ekhymosis—, Ely Guerra, Los Pericos —entonando su estilo hacia el reggae—, Shakira, Maná o Héroes del Silencio—aunque estos últimos en una línea más dura y rockera que los otros—.
A pesar de las incursiones de Héroes del Silencio en el rock duro o hard rock, no es habitual catalogar a la banda como fiel representante de dicho género. No obstante, este seguía teniendo presencia con otros grupos que pueden reconocerse más claramente en la etiqueta; hablamos de La Renga —como parte del rock barrial—, Cuca —con una propuesta humorística— o el máximo artífice del renacimiento del viejo rock urbano español Extremoduro.

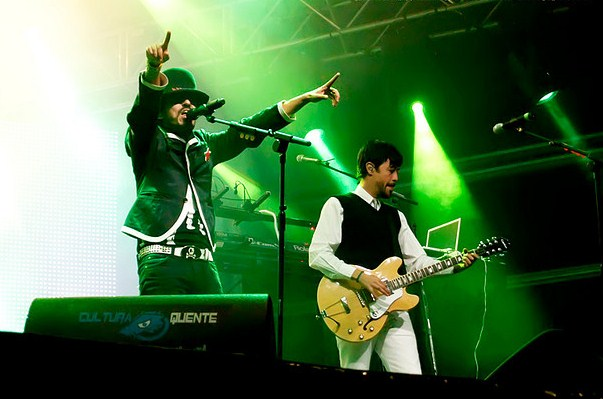
Los mexicanos Café Tacvba actuando en Galicia (España) en 2007.

Aun así, sería demasiado aventurado afirmar que el rock en castellano gozara de fama internacional o mundial. El territorio hispanohablante era visto principalmente como fuente de éxitos de verano y canciones de baile. Resulta irónico que precisamente el productor de Ricky Martin, Draco Rosa, iniciara su carrera dejándose influenciar del rock alternativo. Y es que el rock alternativo se hizo patente en la escena hispanohablante surgiendo así diversas bandas que se dejaron influenciar por su sonido como Caramelos de Cianuro, Libido, La Gusana Ciega, Santa Sabina, La Barranca, Los Tres, Lucybell, Zurdok —banda origen del movimiento pluriestilístico «Avanzada regia»—, El Otro Yo, Babasónicos, Divididos —con gran afinidad al hard rock e incluso el funk—, así como otros emparentados con el funk rock tales como Illya Kuryaki and the Valderramas, Chancho en Piedra o Los Tetas. También cabe señalar subescenas derivadas como la del indie rock y noise pop, de la cual podemos destacar a Los Planetas.

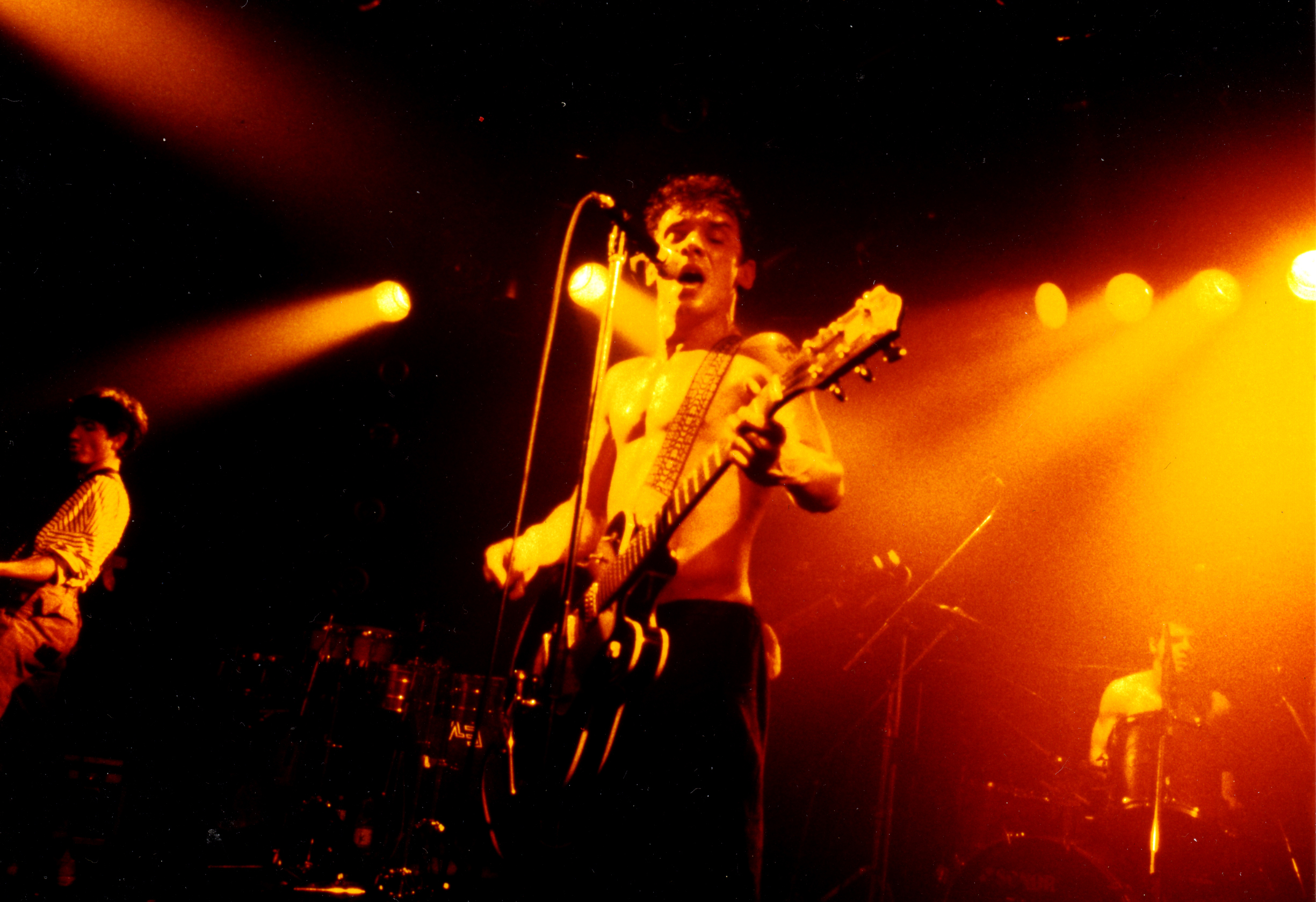
Mano Negra actuando en Tokio, Japón.

Sin embargo, tal como lo hizo el clásico rock latino, la nueva tendencia del rock alternativo se dejó influenciar por la música autóctona latinoamericana y otros ritmos como el reggae o el ska, formando así el alterlatino. Lejos de ser algo anecdótico, la escena fue muy prolífica—bastante apoyada por la MTV— con numerosas bandas de éxito como el artista Manu Chao y su banda Mano Negra —que intercalaba diversos idiomas a sus lanzamientos—, Los Fabulosos Cadillacs, Fobia, Café Tacvba, Aterciopelados, Jaguares como también lo fue la banda Caifanes de la cual se radicó, Bersuit Vergarabat, Amparanoia, Los Piojos, Los Auténticos Decadentes, La Ley o Molotov —con una propuesta estilística basada en el rap rock— así como también el hip hop de Control Machete son algunos de los más representativos en dicha vertiente musical.
Tal y como había ocurrido en el mundo anglosajón, la escena quedó plagada de propuestas de carácter alternativo en comparación a lo que se había venido componiendo antiguamente como también lo hizo la escena metálica. El metal alternativo se hizo patente con el nu metal (entre otros estilos) de Resorte, Puya —mezclando su sonido con la salsa— o A.N.I.M.A.L. —también de apuesta groove metal—.

### Música electrónica en elrocken español y escena independiente. Corriente continuista delsigloXXI

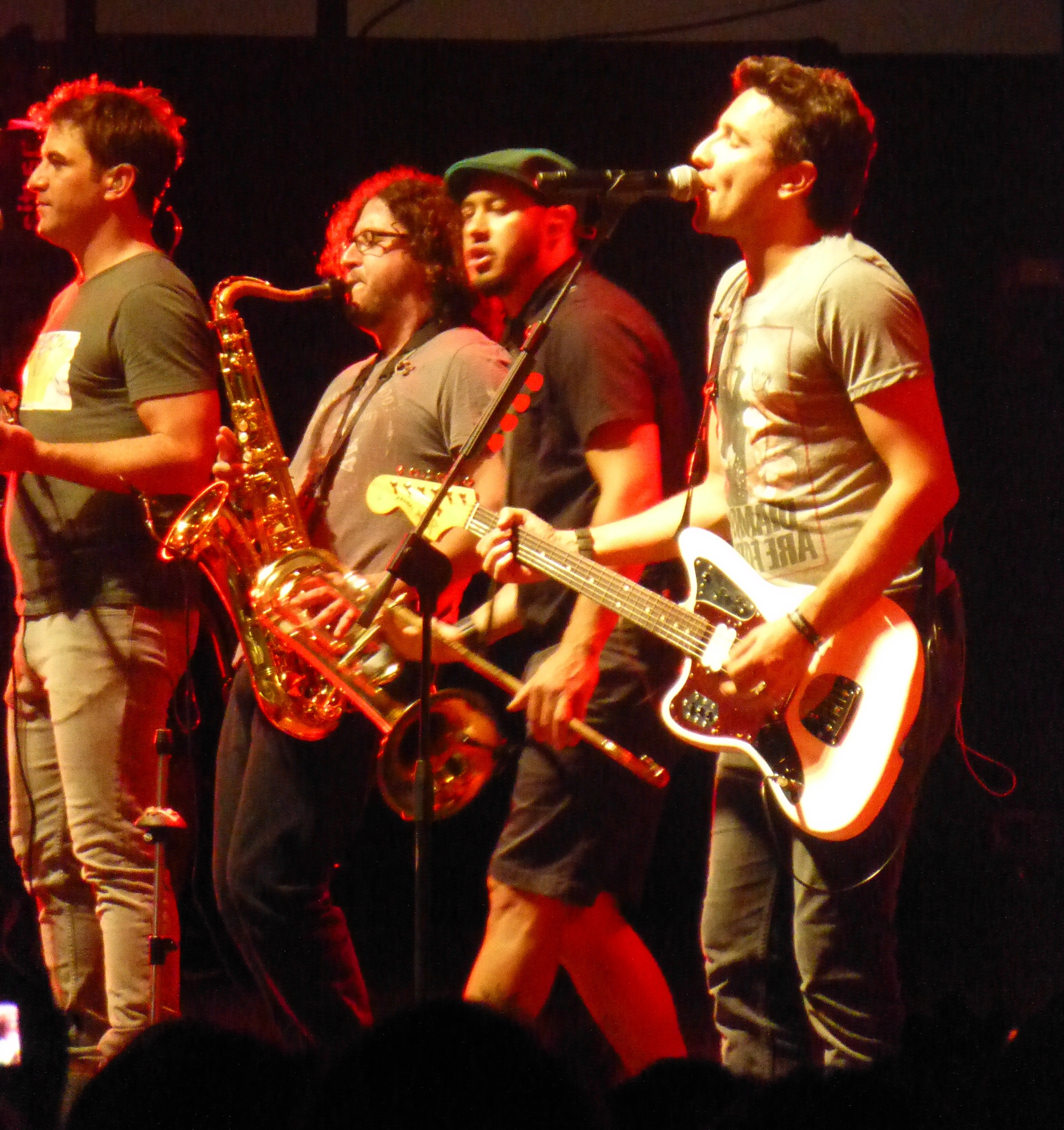
No Te Va Gustar en Argentina en 2013.

A pesar de esta internacionalización, muchos grupos de gran popularidad nacional aún continuaban sin expandir sus fronteras debido a la falta de promoción en otros países. La globalización de contenidos acentuada por la generalización de internet empezó a ayudar a unificar —relativamente— más las distintas escenas regionales; sin embargo, esto mismo provocó que la MTV dejara de lado la emisión de videoclips en favor de reality shows. Esta falta de difusión era, en general, un agravante para escenas concretas como, por ejemplo, las propuestas de rock duro y pesado. A pesar de ello, de toda la escena del heavy metal de habla hispana de los primeros años del siglo XXI, la que más trascendencia llegó a lograr fue la formación de folk metal Mägo de Oz.
Estilísticamente, el siglo comenzó como una extensión más de lo que había ocurrido durante la década de los noventa. Los sonidos del rock alternativo o del alterlatino seguían dejándose ver con Ozomatli, No Te Va Gustar, Panteón Rococó —inclinándose hacia el ska—, Kevin Johansen —en una línea más de cantautor—, Catupecu Machu, Los Bunkers, La Vida Bohème -más inclinado hacia el indie rock-, Calle 13 —con su rap e incursiones en el reguetón, que les hizo recibir el rechazo por parte de algunos asistentes a diversos festivales de rock—, La Vela Puerca, el pop punk de PXNDX, Zoé, Macaco y Ojos de Brujo —adheriendo influencias del flamenco y encasillándose así en lo que se conoce como «mestizaje»—, Mon Laferte —incurriendo en el folk y en la canción de autor—, Jumbo o Kinky —incorporando a su estilo elementos de la música electrónica—.
Precisamente la música electrónica sería la base de otras que anclarían sus raíces en el rock alternativo como el trip hop de Plastilina Mosh, el electrofolk de Juana Molina, el electropop de Belanova y Miranda! o el synth pop oscuro de los primeros álbumes de Saiko.
Y es que si tuviéramos que destacar alguna tendencia nueva, sin duda, sería la de incorporar la electrónica; incluso el antiguo cantante de Soda Stereo, Gustavo Cerati, se dejó influenciar por el sonido.
Sin embargo, los estilos más «clásicos» no cayeron en el olvido, y es que si Enrique Bunbury en un principio inició su carrera en solitario dejándose influenciar por las nuevas tendencias alternativas e incluso electrónicas, pronto se desmarcaría de ellas experimentando con diversos estilos en una línea de cantautor y de pop rock.
Alejados de esas vertientes, en la escena pop rock podemos nombrar a Estopa —también vinculables a la rumba flamenca—, Bacilos —una apuesta de pop latino—, Natalia Lafourcade —con estilo más propio del folk y el pop barroco—, Fito & Fitipaldis —con sonido más declinado hacia el rock and roll—, El Cuarteto de Nos —con ciertos dotes humorísticos—, u otros más cercanos a la canción de autor como Nacho Vegas, Jorge Drexler o Fiel a la Vega. También notable es el funk latino de Los Amigos Invisibles, estilo que se desmarca de todos los mencionados.